# TOZO
TOZO es una empresa estadounidense de productos electrónicos con sede en Seattle, Washington. La empresa fue fundada por Ryel Lin en 2015 y está especializada en el diseño y la fabricación de dispositivos digitales inteligentes y accesorios con tecnología Bluetooth. Los productos de TOZO incluyen auriculares inalámbricos, cascos, relojes inteligentes, altavoces, power banks (baterías externas), cargadores y cámara de acción 360.

## Historia
TOZO se fundó en 2015 en Seattle, Washington, y se dedica al desarrollo de electrónica de consumo, con especialización en productos de audio inalámbricos, dispositivos inteligentes del Internet de las Cosas (IoT) y accesorios digitales.
En marzo de 2017, TOZO lanzó sus primeros auriculares True Wireless Stereo Bluetooth T8. En julio de 2018, la empresa lanzó el cargador inalámbrico TOZO W1, seguido por el lanzamiento de sus primeros auriculares inalámbricos Bluetooth T10 impermeables IPX8 en octubre de 2018.
En mayo de 2019, los auriculares TOZO T6 ganaron popularidad en la plataforma Amazon en Norteamérica, convirtiéndose en el producto mejor clasificado de su categoría. El T6 también recibió múltiples Patentes de Diseño de Producto ese año. En diciembre de 2019, las ventas de los T6 superaron el millón de unidades.
En enero de 2020, TOZO lanzó sus primeros auriculares con cancelación de ruido, los NC9, que se convirtieron en uno de los productos más vendidos en Amazon. En marzo de 2020, TOZO lanzó los auriculares con cancelación activa de ruido, TOZO NC7, que cuentan con detección óptica de la oreja. En mayo de 2020, la marca TOZO se expandió a 50 países y regiones de todo el mundo, ofreciendo productos centrados en el audio. En septiembre de 2020, TOZO lanzó el reloj inteligente S1 y su aplicación móvil complementaria, TOZO Fit. En octubre de 2020, los auriculares con reducción de ruido desarrollados de forma independiente, NC2, obtuvieron múltiples patentes por sus características.
En julio de 2021, se lanzaron los primeros auriculares inalámbricos para juegos, TOZO G1, que ofrecen tanto el modo de música como el de juego con baja latencia. En septiembre de 2021, se lanzaron los auriculares TOZO T9 TWS, que cuentan con cancelación de ruido ambiental (ENC, por sus siglas en inglés). En septiembre de 2022, se lanzaron los auriculares semiaurales TOZO A3 de estilo tallo.
En octubre de 2022, TOZO lanzó su primer altavoz Bluetooth, TOZO PA1, que incorpora un gran transductor dinámico de 67 mm y 20 W de potencia. Silicon Review reconoció a TOZO como una de sus "50 Empresas Más Admiradas del Año 2022".
En abril de 2023, TOZO presentó sus nuevos auriculares insignia de la serie X, TOZO Golden X1, que incorporan una configuración de doble transductor, compatibilidad con el códec de audio de alta definición LDAC y cancelación de ruido. Los TOZO Golden X1 también recibieron varios premios de diseño por sus características y diseño. TOZO T10 fue reconocido como una de las "Ofertas Más Populares del Prime Day" en Forbes Vetted. TOZO Crystal Buds ganó el Premio de Oro en los Premios de Diseño MUSE 2023 y el Premio de Plata en los Premios Internacionales de Diseño (IDA, por sus siglas en inglés) 2022. TOZO Golden X1 recibió el Premio de Plata en los Premios de Diseño MUSE 2023 y una Mención Honorífica en los Premios Internacionales de Diseño (IDA) 2022.
Hasta el año 2024, TOZO había vendido más de 20 millones de unidades en todo el mundo.

## Productos
Los productos de TOZO incluyen auriculares inalámbricos, cascos, altavoces portátiles, relojes inteligentes y cargadores. La empresa cuenta con 30 millones de usuarios en todo el mundo y más de 1,5 millones de reseñas positivas. Los productos de TOZO están disponibles en plataformas de comercio electrónico como Amazon, eBay, Walmart y AliExpress. La empresa también se ha asociado con tiendas minoristas en países como Australia, India, Europa, Estados Unidos y Japón.